# マッティ・アールニオ
マッティ・アルマス・アールニオ（Matti Armas Aarnio 1901年2月24日 - 1984年12月16日）は、フィンランドの軍人。第二次世界大戦中にはモッティ戦術の専門家として知られ、モッティ・マッティ(Motti-Matti)の渾名で呼ばれた。

## 経歴

### 内戦期
1901年2月24日、コウヴォラに生まれる。アールニオはフィンランド内戦の折、白衛軍の志願兵としてサヴォ前線で戦った。その後はエストニア独立戦争やラトビア独立戦争などに従軍した他、東カレリアにおけるアウヌス遠征などにも参加している。1920年、アールニオはフィンランド国防軍における兵役を完了して予備役将校となる。1926年には士官候補生学校(Kadettikoulu, 現在のフィンランド国防大学)を卒業、1933年には陸軍士官学校(Sotakorkeakoulu)を卒業した。また1929年には大尉となり、以後は参謀本部付対外関係部に勤務していた。

### 冬戦争・継続戦争
第二次世界大戦勃発後、ソ連がフィンランドに侵入して冬戦争が始まると、アールニオは少佐となり第4猟兵大隊(JP 4)の指揮官としてラドガ湖北方に展開した。第4大隊はラウリ・アラン・トルニ少尉が所属していたことでも知られている。フィンランド軍は兵力や物資の不足にもかかわらず、機動力と地の利を生かして赤軍を分断した上で雪中に孤立させることに成功したのである。この戦術はモッティ戦術と呼ばれ、アールニオはこれを遂行する為に第4大隊に加えて6個大隊を率いた。作戦後、この戦功に基づきアールニオはモッティ・マッティの渾名を与えられた。継続戦争勃発時、第9猟兵連隊長となる。第9連隊はラドガ・カレリアの奪還に参加した。1941年12月、第56猟兵連隊長。ラップランド戦争の頃には第2猟兵大隊長を務めた。

### 戦後
終戦時にはユヴァスキュラ軍管区長を務めていたが、共産党が実権を握った赤色政府の元で多くの軍人と共に反逆者として秘密警察Valpoに追われる身となる。アールニオはスウェーデンに逃れ、アメリカ合衆国を経由してベネズエラへの亡命を果たした。ベネズエラに居る間、彼は国家警備隊の士官候補生学校にて測地学や数学の教授として勤務した。またカラカスの港では、やはり赤色政府によって祖国を追われたトルニ元大尉との再会を果たしている。
1952年、フィンランドへの帰国を果たす。その後は保険会社や国民連合党の財務担当者として働いた。1966年、冬戦争に関する回顧録を出版した。